# Amata cyanea
Amata cyanea là một loài bướm đêm thuộc phân họ Arctiinae, họ Erebidae.